# Aeropuerto Internacional de Kigali

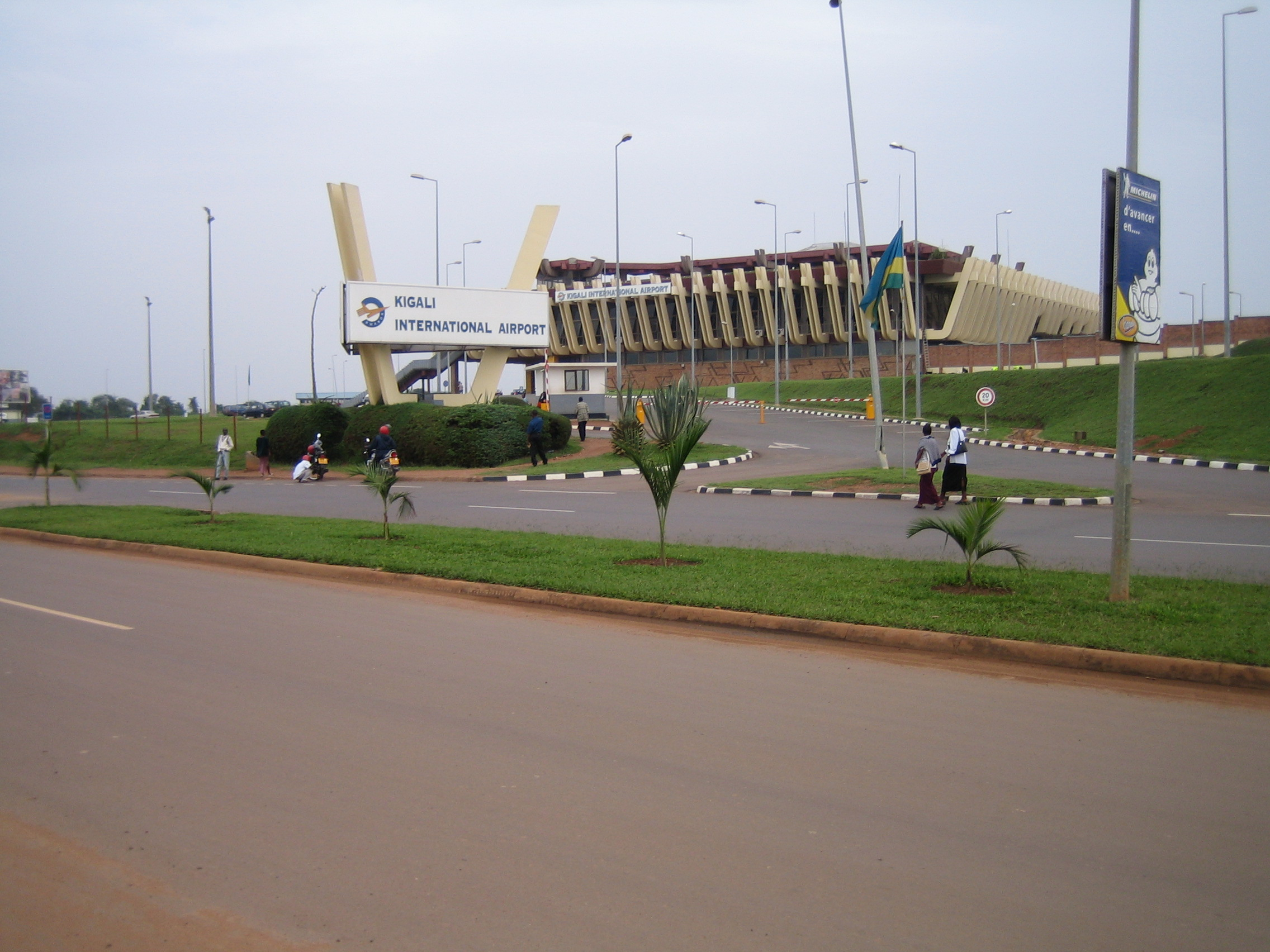
La terminal de pasajeros, vista desde el frente.

El Aeropuerto Internacional de Kigali (IATA: KGL, OACI: HRYR), anteriormente conocido como Aeropuerto Internacional Gregoire Kayibanda, es el principal aeropuerto de Kigali, la capital de Ruanda. Es la puerta de acceso principal a todos los destinos del país, y, además, sirve como aeropuerto de tránsito para Goma y Bukavu en el este de la República Democrática del Congo. El aeropuerto está ubicado en los suburbios de Kanombe, al este de Kigali, aproximadamente a 12 km (kilómetros) del centro de la ciudad.
En 2004, el aeropuerto atendió a 135 189 pasajeros.

## Aerolíneas y destinos
| Aerolíneas         | Destinos |
| ------------------ | --- |
| Auric Air          | Entebbe, Grumeti, Mwanza, Seronera |
| Brussels Airlines  | Bruselas |
| Coastal Aviation   | Mwanza |
| Egyptair           | El Cairo |
| Ethiopian Airlines | Adis Abeba |
| Kenya Airways      | Nairobi–Jomo Kenyatta |
| KLM                | Ámsterdam |
| RwandAir           | Abuya, Acra, Bangui, Brazzaville, Bruselas, Buyumbura, Ciudad del Cabo, Cotonú, Cyangugu, Dar es-Salam, Doha, Duala, Dubái–Internacional, Entebbe, Estambul, Harare, Johannesburgo–O.R. Tambo, Kilimanjaro, Lagos, Libreville, Londres–Heathrow, Lusaka, Mombasa, Nairobi–Jomo Kenyatta, París–Charles de Gaulle |
| Turkish Airlines   | Estambul |

## Incidentes
- 6 de abril de 1994: un Falcon 50 que transportaba al presidente de Ruanda, Juvénal Habyarimana, fue derribado mientras se aproximaba al aeropuerto, matando a las doce personas a bordo incluyendo a Habyarimana y al entonces presidente de Burundi, Cyprien Ntaryamira, quienes regresaban tras mantener un diálogo para acabar con la Guerra civil de Ruanda. Irónicamente acabaron en frente del palacio presidencial.  El ataque fue perpetrado por los rebeldes Tutsi, y tuvo como consecuencia el Genocidio de Ruanda.

- 1 de junio de 2004: un Antonov 32 propiedad de Sun Air (9XR-SN), dijo sufrir algunos problemas con el tren izquierdo tras despegar de Beni (República Democrática del Congo). La aeronave tenía como destino Goma, Congo, pero fue desviado a Kigali para efectuar un aterrizaje de emergencia. El avión se estrelló durante el aterrizaje sin provocar ninguna víctima mortal.

## Galería

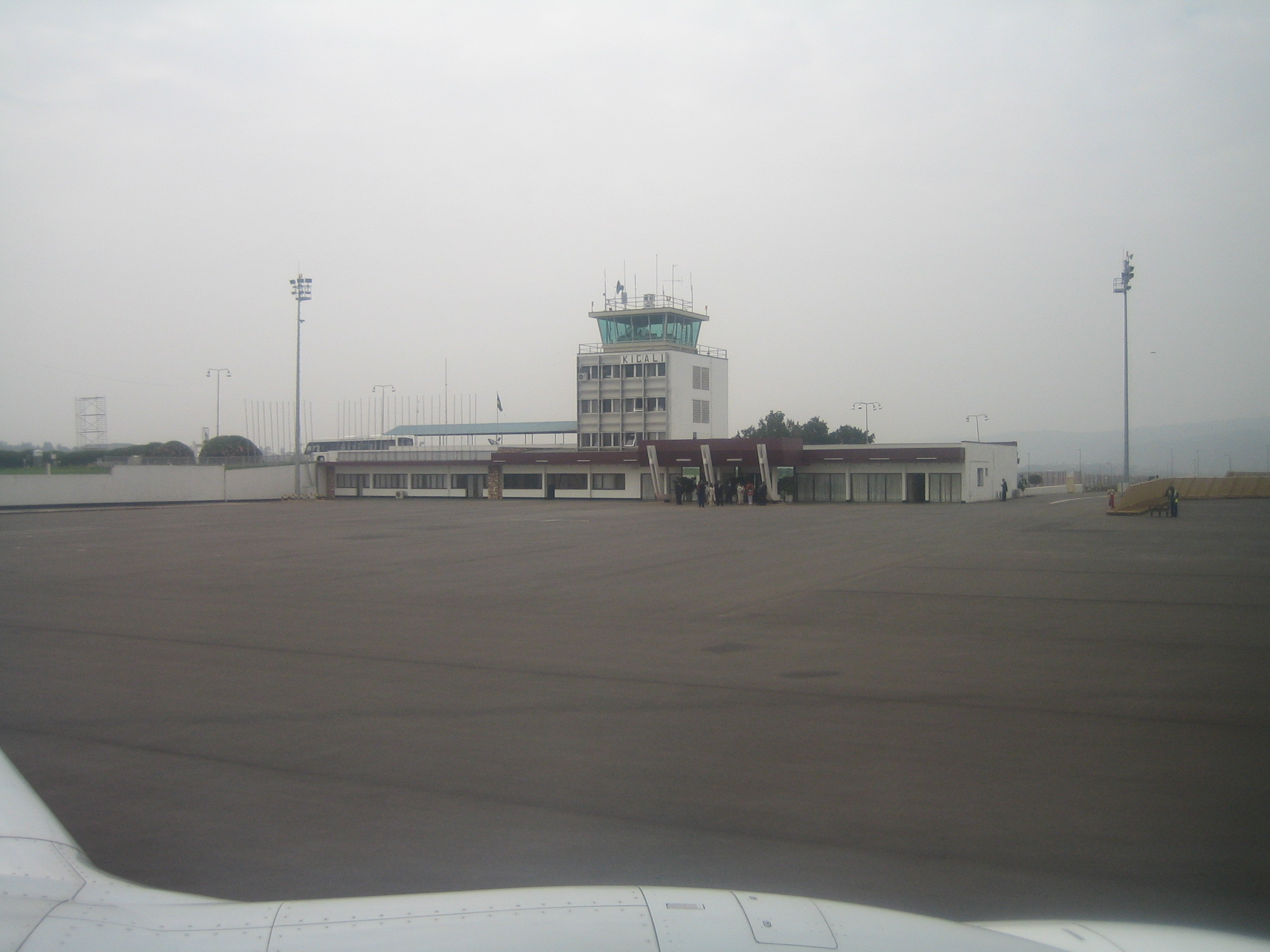
La antigua terminal, ahora utilizada para vuelos VIP.
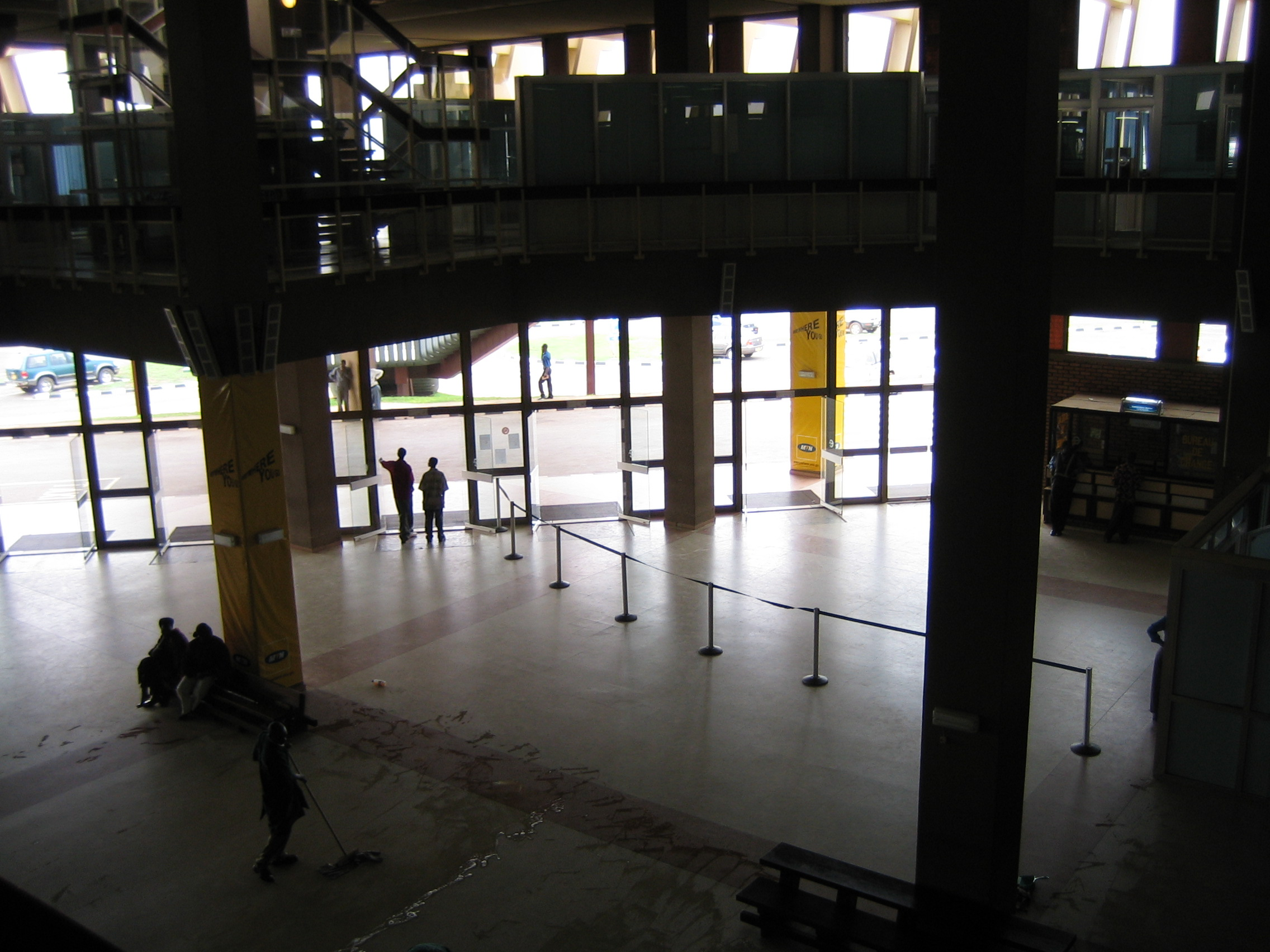
Interior de la terminal.
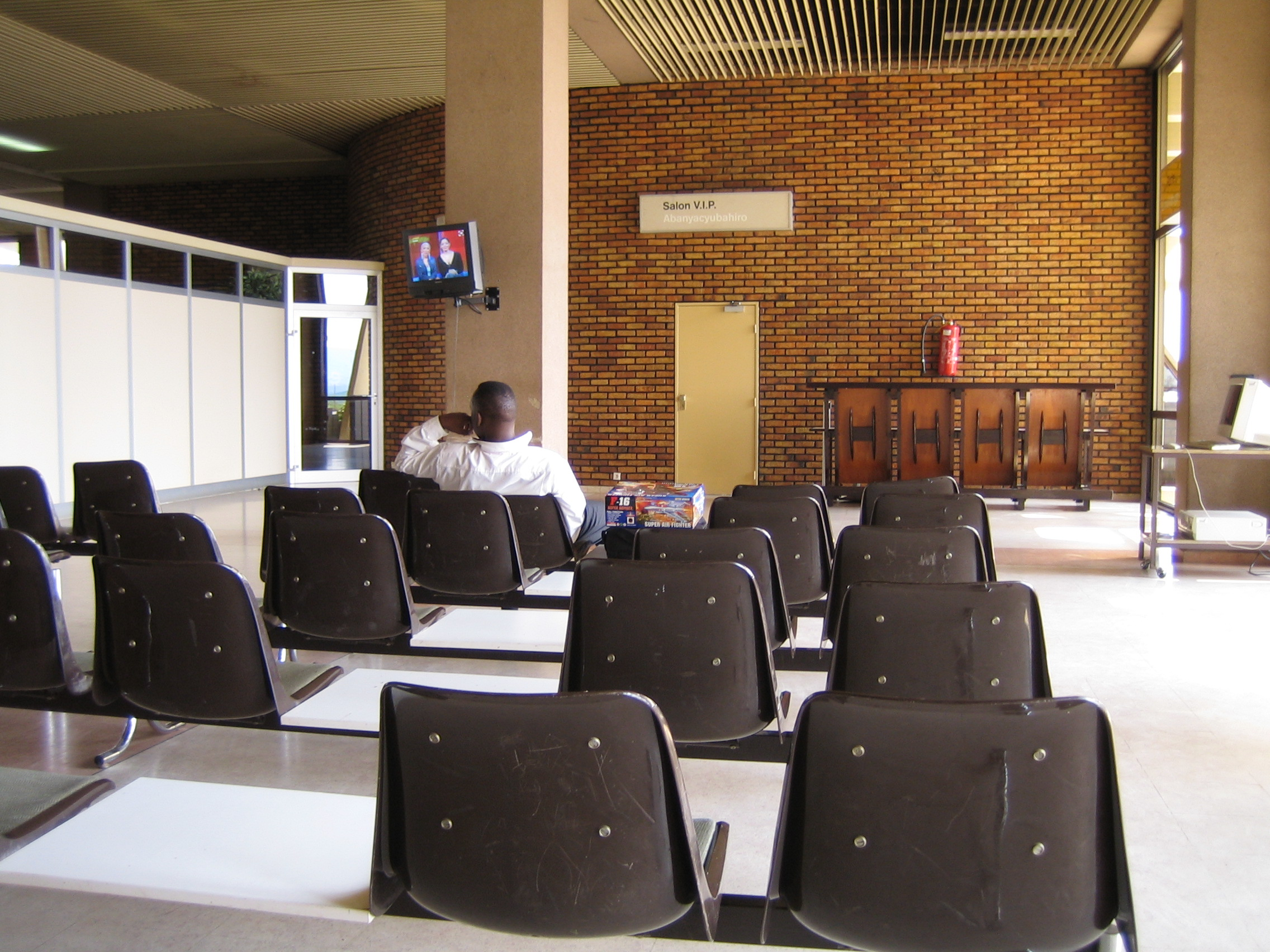
La sala de llegadas